# Bungakukai

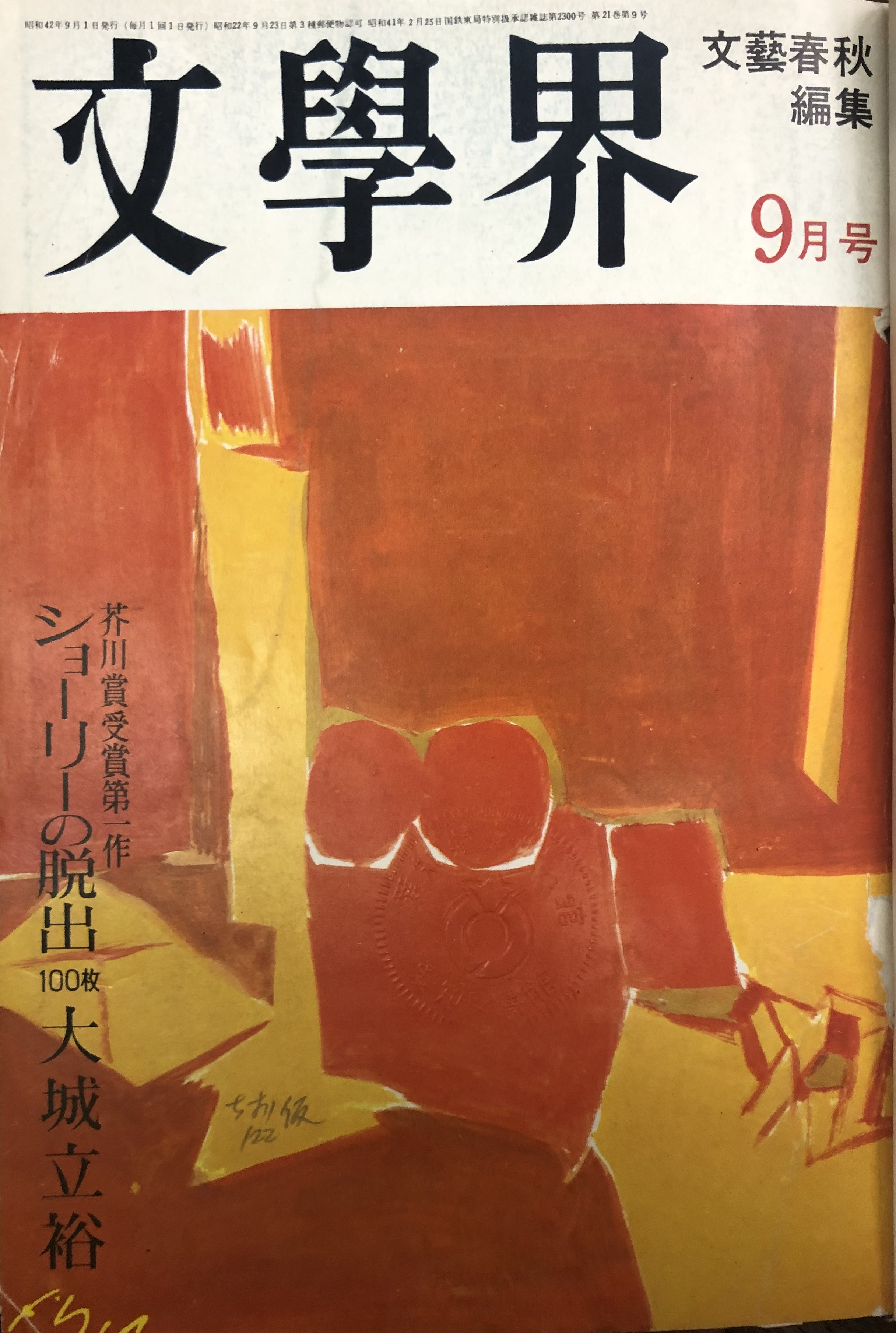
Photographie d'un exemplaire du Bungakukai datant du 1er septembre 1967.

Bungakukai (japonais 文學界, « Monde de la littérature ») est le nom de trois revues littéraires japonaises éditées de façon indépendantes à trois périodes différentes. Depuis août 1947 le magazine mensuel de l'éditeur Bungeishunjū (文藝春秋) paraît sous le titre Bungakukai. Celui-ci est particulièrement attaché à la découverte de nouveaux auteurs et attribue ce qui s'appelle le Prix des débutants (文學界新人賞, Bungakukai shinjinshō).
C'est l'une des « cinq grandes revues littéraires » japonaises (五大文芸誌, godai bungeishi) avec Gunzō (群像), Shinchō (新潮), Subaru (すばる) et Bungei (文藝).

## Histoire
La première revue Bungakukai publiée en janvier 1893 par Tōkoku Kitamura, Tōson Shimazaki, Bin Ueda, Shūkotsu Togawa et Tokuboku Hirata, est à l'origine d'un nouveau courant romantique dans la littérature de l'époque. En janvier 1898, la revue cesse cependant de paraître. Il n'existe pas de lien avec la revue actuellement publiée par les éditions Bungeishunjū.
La deuxième revue Bungakukai est publiée pour la première fois en octobre 1933, cette fois-ci par Fusao Hayashi, Rintarō Takeda (武田 麟太郎), Hideo Kobayashi et Yasunari Kawabata, futur lauréat du prix Nobel de littérature. En 1938, tandis que Jun Ishikawa (石川 淳) publie le poème antimilitariste Poème de Mars dans la revue, une interdiction de publication est imposée à celle-ci en raison de son « encouragement aux tendances anti-guerre ». Jun Ishikawa, l'auteur du poème et Tetsutarō Kawakami, rédacteur en chef de la revue, sont tous deux condamnés à une amende, qui est toutefois réglée par Kan Kikuchi, fondateur de la maison Bungeishunjū. En raison de cet incident, le magazine Bungakukai, est provisoirement suspendu de publication en avril 1944 par Bungeishunjū. En juin 1947, l'éditeur en reprend la publication et elle compte à présent parmi ses titres réguliers.

## Source de la traduction
- (de) Cet article est partiellement ou en totalité issu de l’article de Wikipédia en allemand intitulé « Bungakukai » (voir la liste des auteurs).